# Pablo Rodriguez
Pablo Rodriguez, argentinski plesalec.
Rodriguez je eden izmed vzhajajočih zvezd argentinskega tanga. Skupaj s plesalko Noleio Hurtado nastopata in poučujeta na internacionalnih festivalih tanga po vsem svetu. Nase sta opozorila z zmago v salonskem tangu na tekmovanju v Metropolitanu v Buenos Airesu leta 2007.